# Список формирований — участников Курской битвы
Эта статья содержит сведения о боевом и численном составе (БЧС) формирований — участников Курской битвы. В статье используется советское определение временных рамок битвы — с 5 июля 1943 года по 23 августа 1943 года, включая операции «Кутузов» и «Румянцев».

## Красная армия

### Центральный фронт
Командующий — генерал-полковник Рокоссовский, Константин Константинович.
| Командующий генерал-лейтенант Пухов, Николай Павлович. - 17-й гвардейский стрелковый корпус (генерал-лейтенант Бондарев, Андрей Леонтьевич) - 5-я гвардейская стрелковая дивизия (полковник Солдатов, Николай Лаврентьевич) - 6-я гвардейская стрелковая дивизия (генерал-майор Онуприенко, Дмитрий Платонович) - 70-я гвардейская стрелковая дивизия - 75-я гвардейская стрелковая дивизия - 18-й гвардейский стрелковый корпус (генерал-майор Афонин, Иван Михайлович) - 2-я гвардейская воздушно-десантная дивизия - 3-я гвардейская воздушно-десантная дивизия - 4-я гвардейская воздушно-десантная дивизия - 15-й стрелковый корпус (генерал-майор Людников, Иван Ильич) - 8-я стрелковая дивизия - 74-я стрелковая дивизия - 148-я стрелковая дивизия - 29-й стрелковый корпус (генерал-майор Слышкин, Афанасий Никитович) - 15-я стрелковая дивизия - 81-я стрелковая дивизия - 307-я стрелковая дивизия - 106-я стрелковая дивизия (в июле — августе) - 155-я стрелковая дивизия (2-го формирования) (с августа) - 4-й артиллерийский корпус прорыва (генерал-майор артиллерии Мазур, Викентий Никитич) - 5-я артиллерийская дивизия прорыва - 16-я лёгкая артиллерийская бригада - 24-я пушечная артиллерийская бригада - 9-я гаубичная артиллерийская бригада - 86-я тяжёлая гаубичная артиллерийская бригада - 100-я гаубичная артиллерийская бригада большой мощности - 1-я миномётная бригада - 12-я артиллерийская дивизия прорыва - 46-я лёгкая артиллерийская бригада - 41-я пушечная артиллерийская бригада - 32-я гаубичная артиллерийская бригада - 89-я тяжёлая гаубичная артиллерийская бригада - 104-я гаубичная артиллерийская бригада большой мощности - 11-я миномётная бригада - 5-я гвардейская миномётная дивизия - 16-я гвардейская миномётная бригада - 22-я гвардейская миномётная бригада - 23-я гвардейская миномётная бригада - 19-й гвардейский пушечный артиллерийский полк - 874-й истребительно-противотанковый артиллерийский полк - 476-й и 477-й миномётные полки - 6-й, 37-й, 65-й, 86-й и 324-й гвардейские миномётные полки - 1-я зенитная артиллерийская дивизия - 1042-й, 1068-й, 1085-й и 1090-й зенитные артиллерийские полки - 25-я зенитная артиллерийская дивизия - 1067-й, 1356-й, 1362-й и 1368-й зенитные артиллерийские полки - 1287-й зенитный артиллерийский полк - 129-я танковая бригада - 27-й и 30-й отдельные гвардейские танковые полки - 43-й, 58-й и 237-й отдельные танковые полки - 1442-й самоходный артиллерийский полк - 49-й отдельный дивизион бронепоездов - 275-й отдельный инженерный батальон | Командующий генерал-лейтенант Романенко, Прокофий Логвинович - 42-й стрелковый корпус (генерал-майор Колганов, Константин Степанович) - 16-я стрелковая дивизия - 202-я стрелковая дивизия - 399-я стрелковая дивизия - 73-я стрелковая дивизия - 137-я стрелковая дивизия - 143-я стрелковая дивизия - 170-я стрелковая дивизия - 1168-й пушечный артиллерийский полк - 2-я истребительно-противотанковая артиллерийская бригада - 220-й гвардейский истребительно-противотанковый артиллерийский полк - 479-й миномётный полк - 16-я зенитная артиллерийская дивизия - 461-й зенитный артиллерийский полк - 728-й зенитный артиллерийский полк - 1283-й зенитный артиллерийский полк - 1285-й зенитный артиллерийский полк - 1286-й зенитный артиллерийский полк - 615-й отдельный зенитно-артиллерийский дивизион - 45-й, 193-й, 229-й отдельные танковые полки - 1454-й, 1455-й самоходные артиллерийские полки (9-й танковый корпус) - 1540-й самоходный артиллерийский полк - 37-й отдельный дивизион бронепоездов - 313-й отдельный инженерный батальон Командующий генерал-лейтенант Черняховский, Иван Данилович - 24-й стрелковый корпус второго формирования (генерал-майор Кирюхин, Николай Иванович) - 112-я стрелковая дивизия - 42-я стрелковая бригада - 129-я стрелковая бригада - 30-й стрелковый корпус (генерал-майор Лазько, Григорий Семёнович) - 121-я стрелковая дивизия - 141-я стрелковая дивизия - 322-я стрелковая дивизия - 55-я стрелковая дивизия - 248-я стрелковая бригада - 1156-й пушечный артиллерийский полк - 1178-й истребительно-противотанковый артиллерийский полк - 128-й, 138-й, 497-й миномётные полки - 98-й гвардейский миномётный полк - 286-й отдельный гвардейский миномётный дивизион реактивной артиллерии - 221-й гвардейский, 217-й зенитные артиллерийские полки - 150-я танковая бригада - 58-й отдельный дивизион бронепоездов - 59-я инженерно-сапёрная бригада - 317-й отдельный инженерный батальон |

| Командующий генерал-лейтенант Батов, Павел Иванович - 18-й стрелковый корпус (генерал-майор Иванов, Иван Иванович) - 69-я стрелковая дивизия - 149-я стрелковая дивизия - 246-я стрелковая дивизия - 27-й стрелковый корпус (генерал-майор Черокманов, Филипп Михайлович) - 60-я стрелковая дивизия - 193-я стрелковая дивизия - 115-я стрелковая бригада - 37-я гвардейская стрелковая дивизия - 181-я стрелковая дивизия - 194-я стрелковая дивизия - 354-я стрелковая дивизия - 120-й истребительно-противотанковый артиллерийский полк - 543-й истребительно-противотанковый артиллерийский полк - 143-й гвардейский, 218-й, 478-й миномётные полки - 94-й гвардейский миномётный полк - 235-й зенитный артиллерийский полк - 29-й гвардейский, 40-й, 84-й, 255-й отдельные танковые полки - 14-я инженерно-минная бригада - 321-й отдельный инженерный батальон | Командующий генерал-лейтенант Галанин, Иван Васильевич - 28-й стрелковый корпус (генерал-майор Нечаев, Александр Николаевич) - 132-я стрелковая дивизия - 211-я стрелковая дивизия - 280-я стрелковая дивизия - 102-я стрелковая дивизия - 106-я стрелковая дивизия - 140-я стрелковая дивизия - 162-я стрелковая дивизия - 175-я стрелковая дивизия - 3-я истребительная бригада (2-я истребительная дивизия) - 1-я гвардейская артиллерийская дивизия - 1-я гвардейская пушечная артиллерийская бригада - 2-я гвардейская гаубичная артиллерийская бригада - 3-я гвардейская лёгкая артиллерийская бригада - 378-й истребительно-противотанковый артиллерийский полк - 106-й миномётный полк - 12-я зенитная артиллерийская дивизия - 836-й зенитный артиллерийский полк - 977-й зенитный артиллерийский полк - 990-й зенитный артиллерийский полки - 581-й зенитный артиллерийский полк - 240-й, 251-й, 259-й отдельные танковые полки - 169-й, 371-й, 386-й отдельные инженерные батальоны |

| Командующий генерал-лейтенант танковых войск Родин, Алексей Григорьевич - 3-й танковый корпус (генерал-майор танковых войск Синенко, Максим Денисович) - 50-я танковая бригада - 51-я танковая бригада - 103-я танковая бригада - 57-я мотострелковая бригада - 74-й мотоциклетный батальон - 881-й истребительно-противотанковый артиллерийский полк - 728-й отдельный истребительно-противотанковый дивизион - 234-й миномётный полк - 121-й зенитный артиллерийский полк - 16-й танковый корпус (полковник, генерал-майор танковых войск Григорьев, Василий Ефимович) - 107-я танковая бригада - 109-я танковая бригада - 164-я танковая бригада - 15-я мотострелковая бригада - 51-й мотоциклетный батальон - 1441-й самоходный артиллерийский полк - 614-й истребительно-противотанковый артиллерийский полк - 729-й отдельный истребительно-противотанковый дивизион - 226-й миномётный полк - 11-я гвардейская танковая бригада - 87-й отдельный мотоциклетный батальон - 357-й отдельный инженерный батальон | Армия была включена в состав фронта 27 июля 1943 года. Командующий генерал-лейтенант Рыбалко, Павел Семёнович. - 12-й танковый корпус (26 июля 1943 года был преобразован в 6-й гвардейский танковый корпус; генерал-майор танковых войск Зинькович, Митрофан Иванович) - 30-я танковая бригада (51-я гвардейская танковая бригада) - 97-я танковая бригада (52-я гвардейская танковая бригада) - 106-я танковая бригада (53-я гвардейская танковая бригада) - 1417-й самоходно-артиллерийский полк - 1498-й истребительно-противотанковый артиллерийский полк - 272-й миномётный полк - 1703-й зенитно-артиллерийский полк - 757-й истребительно-противотанковый артиллерийский дивизион - 6-й разведывательный батальон - 66-й мотоциклетный батальон - 432-й отдельный батальон связи - 127-й отдельный сапёрный батальон (23 августа 1943 года был преобразован в 120-й отдельный гвардейский сапёрный батальон) - 15-й танковый корпус (генерал-майор танковых войск Рудкин, Филипп Никитович) - 88-я танковая бригада - 113-я танковая бригада - 195-я танковая бригада - 52-я мотострелковая бригада - 1418-й самоходно-артиллерийский полк - 1503-й истребительно-противотанковый артиллерийский полк - 467-й миномётный полк - 1704-й зенитно-артиллерийский полк - 253-й истребительно-противотанковый артиллерийский дивизион - 5-й бронетранспортерный батальон - 89-й мотоциклетный батальон - 91-я танковая бригада - 50-й отдельный мотоциклетный полк - 138-й отдельный полк связи - 372-й отдельный авиационный полк связи (По-2) - 39-й разведывательный батальон - 182-й мотоинженерный батальон |

#### 16-я воздушная армия
Командующий генерал-лейтенант Руденко, Сергей Игнатьевич
- 1610-й, 1611-й и 1612-й зенитные артиллерийские полки
- 3-й бомбардировочный авиационный корпус

- 241-я бомбардировочная авиационная дивизия
- 301-я бомбардировочная авиационная дивизия

- 6-й смешанный авиационный корпус

- 221-я бомбардировочная авиационная дивизия
- 282-я истребительная авиационная дивизия

- 6-й истребительный авиационный корпус

- 273-я истребительная авиационная дивизия
- 279-я истребительная авиационная дивизия

- 2-я гвардейская штурмовая авиационная дивизия
- 299-я штурмовая авиационная дивизия
- 1-я гвардейская истребительная авиационная дивизия
  - 30-й гвардейский истребительный авиационный полк
  - 53-й гвардейский истребительный авиационный полк
  - 54-й гвардейский истребительный авиационный полк
  - 55-й гвардейский истребительный авиационный полк
  - 67-й гвардейский истребительный авиационный полк
- 283-я истребительная авиационная дивизия
- 286-я истребительная авиационная дивизия[1]
  - 165-й истребительный авиационный полк[2]
  - 721-й истребительный авиационный полк[2]
  - 739-й истребительный авиационный полк[2]
  - 896-й истребительный авиационный полк[2]
- 271-я ночная бомбардировочная авиационная дивизия
- 16-й отдельный дальнеразведывательный авиационный полк
- 6-й санитарный авиационный полк
- 14-я корректировочная авиационная эскадрилья

#### Соединения и части фронтового подчинения
- 2-я истребительная дивизия

- 4-я истребительная бригада

- 115-й, 119-й, 161-й укрепленные районы
- 14-я отдельная истребительная бригада
- 68-я пушечная артиллерийская бригада
- 1-я истребительно-противотанковая артиллерийская бригада
- 13-я истребительно-противотанковая артиллерийская бригада
- 130-й, 563-й истребительно-противотанковые артиллерийские полки
- 21-я миномётная бригада
- 84, 92 и 323 гв. мл
- 10-я зенитная артиллерийская дивизия

- 802-й зенитный артиллерийский полк
- 975-й зенитный артиллерийский полк
- 984-й зенитный артиллерийский полк
- 994-й зенитный артиллерийский полк

- 997-й зенитный артиллерийский полк
- 12-я зенитная артиллерийская дивизия

- 325-й зенитный артиллерийский полк
- 1259-й зенитный артиллерийский полк
- 1263-й зенитный артиллерийский полк

- 13-й гвардейский отдельный зенитный артиллерийский дивизион
- 27-й отдельный зенитный артиллерийский дивизион
- 31-й отдельный зенитный артиллерийский дивизион
- 9-й танковый корпус (генерал-майор танковых войск Богданов, Семён Ильич)

- 23-я танковая бригада
- 95-я танковая бригада
- 108-я танковая бригада
- 8-я мотострелковая бригада
- 730-й отдельный истребительно-противотанковый дивизион
- 730-й отдельный истребительно-противотанковый дивизион (с июля)
- 1454-й самоходно-артиллерийский полк (с июля)
- 1455-й самоходно-артиллерийский полк (с июля)
- 1540-й самоходно-артиллерийский полк (с августа)

- 19-й танковый корпус (генерал-майор танковых войск Васильев, Иван Дмитриевич)

- 79-я танковая бригада
- 101-я танковая бригада
- 102-я танковая бригада
- 26-я мотострелковая бригада

- 1541-й самоходный артиллерийский полк
- 40-й отдельный дивизион бронепоездов
- 1-я гвардейская истребительная бригада стратегического назначения
- 6-я инженерно-минная бригада
- 12-й гвардейский батальон минёров
- 120-й и 257-й отдельные инженерные батальоны
- 9-й, 49-й, 50-й, 104-й понтонно-мостовые батальоны

### Воронежский фронт
Командующий фронтом — генерал армии Ватутин, Николай Фёдорович

| Командующий генерал-лейтенант Чистяков, Иван Михайлович - 22-й гвардейский стрелковый корпус (генерал-майор Ибянский, Николай Болеславович) - 67-я гвардейская стрелковая дивизия (полковник Баксов, Алексей Иванович) - 196-й гвардейский стрелковый полк - 199-й гвардейский стрелковый полк - 201-й гвардейский стрелковый полк - 138-й гвардейский артиллерийский полк - 71-я гвардейская стрелковая дивизия (полковник Сиваков, Иван Прокофьевич) - 210-й гвардейский стрелковый полк - 213-й гвардейский стрелковый полк - 219-й гвардейский стрелковый полк - 151-й гвардейский артиллерийский полк - 90-я гвардейская стрелковая дивизия (полковник Чернов, Виктор Георгиевич) - 268-й гвардейский стрелковый полк - 272-й гвардейский стрелковый полк - 274-й гвардейский стрелковый полк - 193-й гвардейский артиллерийский полк - 23-й гвардейский стрелковый корпус (генерал-майор Вахрамеев, Павел Прокопьевич) - 51-я гвардейская стрелковая дивизия (полковник Таварткиладзе, Николай Тариелович) - 154-й гвардейский стрелковый полк - 156-й гвардейский стрелковый полк - 158-й гвардейский стрелковый полк - 122-й гвардейский артиллерийский полк - 52-я гвардейская стрелковая дивизия (полковник Некрасов, Иван Михайлович) - 151-й гвардейский стрелковый полк - 153-й гвардейский стрелковый полк - 155-й гвардейский стрелковый полк - 124-й гвардейский артиллерийский полк - 375-я стрелковая дивизия (полковник Говоруненко, Пётр Дмитриевич) - 1241-й стрелковый полк - 1243-й стрелковый полк - 1245-й стрелковый полк - 193-й артиллерийский полк - 89-я гвардейская стрелковая дивизия (полковник Пигин, Иван Алексеевич) - 267-й гвардейский стрелковый полк - 270-й гвардейский стрелковый полк - 273-й гвардейский стрелковый полк - 196-й гвардейский артиллерийский полк Армейские части - 96-я танковая бригада - 230-й танковый полк - 245-й отдельный танковый полк (подполковник Акопов, Матвей Киракосович) - 1440-й самоходный артиллерийский полк - 27-я истребительно-противотанковая артиллерийская бригада - 1837-й истребительно-противотанковый артиллерийский полк - 1839-й истребительно-противотанковый артиллерийский полк - 1841-й истребительно-противотанковый артиллерийский полк - 28-я истребительно-противотанковая артиллерийская бригада - 1838-й истребительно-противотанковый артиллерийский полк - 1840-й истребительно-противотанковый артиллерийский полк - 1842-й истребительно-противотанковый артиллерийский полк - 493-й, 496-й, 611-й, 694-й, 868-й, 1666-й, 1667-й, 1240-й истребительно-противотанковые артиллерийские полки - 27-я пушечная артиллерийская бригада - 93-й артиллерийский полк (122-мм) - 142-й артиллерийский полк (152-мм) - 33-я пушечная артиллерийская бригада - 159-й артиллерийский полк - 163-й артиллерийский полк - 628-й пушечный артиллерийский полк - 263-й миномётный полк - 295-й миномётный полк - 26-я зенитная артиллерийская дивизия - 1352-й, 1357-й, 1363-й, 1369-й зенитные артиллерийские полки - 1487-й зенитный артиллерийский полк - 205-й сапёрный батальон - 540-й сапёрный батальон | Командующий генерал-лейтенант Шумилов, Михаил Степанович - 24-й гвардейский стрелковый корпус (генерал-майор Васильев, Николай Алексеевич) - 15-я гвардейская стрелковая дивизия (генерал-майор Василенко, Емельян Иванович) - 44-й гвардейский стрелковый полк - 47-й гвардейский стрелковый полк - 50-й гвардейский стрелковый полк - 43-й гвардейский артиллерийский полк - 36-я гвардейская стрелковая дивизия (генерал-майор Денисенко, Михаил Иванович) - 104-й гвардейский стрелковый полк - 106-й гвардейский стрелковый полк - 108-й гвардейский стрелковый полк - 65-й гвардейский артиллерийский полк - 72-я гвардейская стрелковая дивизия (генерал-майор Лосев, Анатолий Иванович) - 222-й гвардейский стрелковый полк - 224-й гвардейский стрелковый полк - 229-й гвардейский стрелковый полк - 155-й гвардейский артиллерийский полк - 25-й гвардейский стрелковый корпус (генерал-майор Сафиулин, Ганий Бекинович) - 73-я гвардейская стрелковая дивизия (полковник Козак, Семён Антонович) - 209-й гвардейский стрелковый полк - 211-й гвардейский стрелковый полк - 214-й гвардейский стрелковый полк - 153-й гвардейский артиллерийский полк - 78-я гвардейская стрелковая дивизия (генерал-майор Скворцов, Александр Васильевич) - 223-й гвардейский стрелковый полк - 225-й гвардейский стрелковый полк - 228-й гвардейский стрелковый полк - 158-й гвардейский артиллерийский полк - 81-я гвардейская стрелковая дивизия (полковник Морозов, Иван Константинович) - 233-й гвардейский стрелковый полк - 235-й гвардейский стрелковый полк - 238-й гвардейский стрелковый полк - 173-й гвардейский артиллерийский полк - 213-я стрелковая дивизия (полковник Буслаев, Иван Ефимович) - 585-й стрелковый полк - 702-й стрелковый полк - 793-й стрелковый полк - 671-й артиллерийский полк Армейские части - 27-я гвардейская танковая бригада - 201-я танковая бригада - 148-й танковый полк - 167-й танковый полк - 262-й танковый полк - 1438-й и 1529-й самоходные артиллерийские полки - 30-я истребительно-противотанковая артиллерийская бригада - 1844-й истребительно-противотанковый артиллерийский полк - 1846-й истребительно-противотанковый артиллерийский полк - 1848-й истребительно-противотанковый артиллерийский полк - 1112-й артиллерийский полк - 161-й гвардейский артиллерийский полк - 290-й миномётный полк - 309-й гвардейский миномётный полк - 443-й гвардейский миномётный дивизион реактивной артиллерии - 477-й гвардейский миномётный дивизион реактивной артиллерии - 5-я зенитная артиллерийская дивизия - 670-й зенитный артиллерийский полк - 743-й зенитный артиллерийский полк - 1119-й зенитный артиллерийский полк - 1181-й зенитный артиллерийский полк - 162-й и 258-й гвардейские зенитные артиллерийские полки - 60-я инженерная бригада - 175-й сапёрный батальон - 329-й сапёрный батальон - 156-й отдельный мостостроительный батальон |

| Командующий генерал-лейтенант Чибисов, Никандр Евлампиевич - 50-й стрелковый корпус - 167-я стрелковая дивизия (генерал-майор Мельников, Иван Иванович) - 465-й стрелковый полк - 520-й стрелковый полк - 615-й стрелковый полк - 576-й артиллерийский полк - 232-я стрелковая дивизия (полковник Улитин, Иван Ильич) - 498-й стрелковый полк - 605-й стрелковый полк - 712-й стрелковый полк - 676-й артиллерийский полк - 340-я стрелковая дивизия (полковник Шадрин, Митрофан Иванович) - 1140-й стрелковый полк - 1141-й стрелковый полк - 1144-й стрелковый полк - 911-й артиллерийский полк - 51-й стрелковый корпус (генерал-майор Авдеенко, Пётр Петрович) - 180-я стрелковая дивизия (генерал-майор Шмелёв, Фёдор Петрович) - 21-й стрелковый полк - 42-й стрелковый полк - 86-й стрелковый полк - 627-й артиллерийский полк - 240-я стрелковая дивизия (генерал-майор Уманский, Терентий Фомич) - 836-й стрелковый полк - 842-й стрелковый полк - 931-й стрелковый полк - 692-й артиллерийский полк - 204-я стрелковая дивизия (полковник Байдак, Ксаверий Михайлович) - 700-й стрелковый полк - 706-й стрелковый полк - 730-й стрелковый полк - 657-й артиллерийский полк Армейские части - 180-я танковая бригада - 192-я танковая бригада - 29-я истребительно-противотанковая артиллерийская бригада - 1843-й истребительно-противотанковый артиллерийский полк - 1845-й истребительно-противотанковый артиллерийский полк - 1847-й истребительно-противотанковый артиллерийский полк - 222-й, 483-й, 1658-й, 1660-й истребительно-противотанковые артиллерийские полки - 491-й, 492-й миномётные полки - 66-й, 314-й гвардейские миномётные полки - 9-я зенитная артиллерийская дивизия - 981-й зенитный артиллерийский полк - 1288-й зенитный артиллерийский полк - 235-й сапёрный батальон - 268-й сапёрный батальон | Командующий генерал-лейтенант Крючёнкин, Василий Дмитриевич - 48-й стрелковый корпус (генерал-майор Рогозный, Зиновий Захарович) - 107-я стрелковая дивизия (генерал-майор Бежко, Пётр Максимович) - 504-й стрелковый полк - 516-й стрелковый полк - 522-й стрелковый полк - 1032-й артиллерийский полк - 183-я стрелковая дивизия (генерал-майор Костицын, Александр Степанович) - 227-й стрелковый полк - 285-й стрелковый полк - 295-й стрелковый полк - 623-й артиллерийский полк - 305-я стрелковая дивизия (полковник Васильев, Александр Фёдорович) - 1000-й стрелковый полк - 1002-й стрелковый полк - 1004-й стрелковый полк - 830-й артиллерийский полк - 49-й стрелковый корпус (генерал-майор Терентьев, Гурий Никитич) - 111-я стрелковая дивизия (полковник Петрушин, Андрей Никитович) - 399-й стрелковый полк - 468-й стрелковый полк - 532-й стрелковый полк - 286-й артиллерийский полк - 270-я стрелковая дивизия (полковник Беляев, Иван Петрович) - 973-й стрелковый полк - 975-й стрелковый полк - 977-й стрелковый полк - 810-й артиллерийский полк Армейские части - 1661-й истребительно-противотанковый артиллерийский полк - 496-й миномётный полк - 225-й гвардейский зенитный артиллерийский полк - 322-й зенитный артиллерийский дивизион - 328-й сапёрный батальон |

| Командующий генерал-лейтенант Москаленко, Кирилл Семёнович - 47-й стрелковый корпус (генерал-майор Грязнов, Афанасий Сергеевич) - 161-я стрелковая дивизия (генерал-майор Тертышный, Пётр Вакулович) - 565-й стрелковый полк - 569-й стрелковый полк - 575-й стрелковый полк - 1036-й артиллерийский полк - 206-я стрелковая дивизия (полковник Рутько, Виктор Иванович) - 722-й стрелковый полк - 737-й стрелковый полк - 748-й стрелковый полк - 661-й артиллерийский полк - 237-я стрелковая дивизия (генерал-майор Дьяконов, Пётр Александрович) - 835-й стрелковый полк - 838-й стрелковый полк - 841-й стрелковый полк - 691-й артиллерийский полк - 52-й стрелковый корпус (генерал-лейтенант Перхорович, Франц Иосифович) - 100-я стрелковая дивизия (полковник Беззубов, Николай Александрович до 23 июля, с 23 июля — полковник Цыганков, Пётр Трофимович) - 454-й стрелковый полк - 460-й стрелковый полк - 472-й стрелковый полк - 1031-й артиллерийский полк - 219-я стрелковая дивизия (генерал-майор Котельников, Василий Петрович) - 375-й стрелковый полк - 710-й стрелковый полк - 727-й стрелковый полк - 673-й артиллерийский полк - 309-я стрелковая дивизия (полковник Дрёмин, Дмитрий Феоктистович) - 955-й стрелковый полк - 957-й стрелковый полк - 959-й стрелковый полк - 842-й артиллерийский полк Армейские части - 86-я танковая бригада - 59-й танковый полк - 60-й танковый полк - 36-я артиллерийская бригада - 29-я гаубичная артиллерийская бригада - 805-й гаубичный артиллерийский полк - 839-й гаубичный артиллерийский полк - 76-й гвардейский артиллерийский полк - 493-й и 494-й миномётные полки - 9-й, 10-й и 66-й гвардейские миномётные полки - 32-я истребительно-противотанковая артиллерийская бригада - 1850-й истребительно-противотанковый артиллерийский полк - 1852-й истребительно-противотанковый артиллерийский полк - 1854-й истребительно-противотанковый артиллерийский полк - 4-й гвардейский, 120-й, 869-й, 1244-й, 1663-й и 1664-й истребительно-противотанковые артиллерийские полки - 9-я зенитная артиллерийская дивизия - 800-й зенитный артиллерийский полк - 974-й зенитный артиллерийский полк - 993-й зенитный артиллерийский полк - 1488-й зенитный артиллерийский полк - 14-й сапёрный батальон | Командующий генерал-лейтенант Катуков, Михаил Ефимович - 6-й танковый корпус (генерал-майор Гетман, Андрей Лаврентьевич) - 22-я танковая бригада - 112-я танковая бригада - 200-я танковая бригада - 6-я мотострелковая бригада - 85-й мотоциклетный батальон - 1461-й самоходный артиллерийский полк - 538-й и 1008-й истребительно-противотанковые артиллерийские полки - 270-й миномётный полк - 31-й танковый корпус (генерал-майор Черниенко, Дмитрий Хрисанфович) - 100-я танковая бригада - 237-я танковая бригада - 242-я танковая бригада - 3-й механизированный корпус (генерал-майор Кривошеин, Семён Моисеевич) - 1-я механизированная бригада - 3-я механизированная бригада - 10-я механизированная бригада - 1-я гвардейская танковая бригада - 49-я танковая бригада - 346-й отдельный батальон связи - 34-й отдельный разведывательный батальон - 58-й моторизованный инженерный батальон - 35-й истребительно-противотанковый артиллерийский полк - 265-й миномётный полк - 405-й гвардейский миномётный дивизион реактивной артиллерии Армейские части - 316-й гвардейский миномётный полк - 8-я зенитная артиллерийская дивизия - 797-й зенитный артиллерийский полк - 848-й зенитный артиллерийский полк - 978-й зенитный артиллерийский полк - 1063-й зенитный артиллерийский полк - 71-й и 267-й отдельные инженерные батальоны |

#### 2-я воздушная армия
Командующий армией — генерал-лейтенант Красовский, Степан Акимович
- 1-й бомбардировочный авиационный корпус

- 1-я гвардейская бомбардировочная авиационная дивизия
- 293-я бомбардировочная авиационная дивизия

- 1-й штурмовой авиационный корпус

- 266-я штурмовая авиационная дивизия
- 292-я штурмовая авиационная дивизия

- 4-й истребительный авиационный корпус

- 294-я истребительная авиационная дивизия
- 302-я истребительная авиационная дивизия

- 5-й истребительный авиационный корпус

- 8-я гвардейская истребительная авиационная дивизия
  - 40-й гвардейский истребительный авиационный полк
  - 41-й гвардейский истребительный авиационный полк
  - 88-й гвардейский истребительный авиационный полк
  - 927-й истребительный авиационный полк

- 205-я истребительная авиационная дивизия

- 291-я штурмовая авиационная дивизия
  - 61-й штурмовой авиационный полк
  - 241-й штурмовой авиационный полк
  - 617-й штурмовой авиационный полк
  - 737-й истребительный авиационный полк
- 201-я истребительная авиационная дивизия
  - 437-й истребительный авиационный полк
- 203-я истребительная авиационная дивизия
- 149-й истребительный авиационный полк
- 247-й истребительный авиационный полк
- 270-й истребительный авиационный полк
- 516-й истребительный авиационный полк
- 32-й истребительный авиационный полк
- 208-я ночная бомбардировочная авиационная дивизия
- 385-й, 454-й лёгкие бомбардировочные авиационные полки
- 50-й разведывательный авиационный полк
- 331-я корректировочная авиационная эскадрилья

Армейские части
- 1554-й, 1555-й, 1605-й зенитные артиллерийские полки

#### Соединения и части фронтового подчинения
| - 35-й гвардейский стрелковый корпус (генерал-майор Горячев, Сергей Георгиевич) - 92-я гвардейская стрелковая дивизия (полковник Трунин, Василий Фёдорович) - 276-й гвардейский стрелковый полк - 280-й гвардейский стрелковый полк - 282-й гвардейский стрелковый полк - 197-й гвардейский артиллерийский полк - 93-я гвардейская стрелковая дивизия (генерал-майор Тихомиров, Владимир Васильевич) - 278-й гвардейский стрелковый полк - 281-й гвардейский стрелковый полк - 285-й гвардейский стрелковый полк - 198-й гвардейский артиллерийский полк - 94-я гвардейская стрелковая дивизия (полковник Русских, Иван Григорьевич) - 283-й гвардейский стрелковый полк - 286-й гвардейский стрелковый полк - 288-й гвардейский стрелковый полк - 199-й гвардейский артиллерийский полк - 1528-й гаубичный артиллерийский полк - 522-й гаубичный артиллерийский полк большой мощности - 1148-й гаубичный артиллерийский полк - 14-я истребительно-противотанковая артиллерийская бригада - 31-я истребительно-противотанковая артиллерийская бригада - 1076-й и 1689-й истребительно-противотанковые артиллерийские полки - 12-я миномётная бригада - 469-й миномётный полк - 36-й, 80-й, 97-й, 309-й, 315-й гвардейские миномётные полки - 22-й гвардейский отдельный зенитный артиллерийский дивизион | - 2-й гвардейский танковый корпус (генерал-лейтенант Бурдейный, Алексей Семенович) - 4-я гвардейская танковая бригада - 25-я гвардейская танковая бригада - 26-я гвардейская танковая бригада - 4-я гвардейская моторизованная стрелковая бригада - 47-й гвардейский танковый полк - 1500-й истребительно-противотанковый артиллерийский полк - 755-й отдельный истребительно-противотанковый дивизион - 273-й миномётный полк - 1695-й зенитный артиллерийский полк - 5-й гвардейский танковый корпус (генерал-лейтенант танковых войск Кравченко, Андрей Григорьевич) - 20-я гвардейская танковая бригада - 21-я гвардейская танковая бригада - 22-я гвардейская танковая бригада - 6-я гвардейская моторизованная стрелковая бригада - 48-й гвардейский танковый полк - 1499-й истребительно-противотанковый артиллерийский полк - 454-й миномётный полк - 1696-й зенитный артиллерийский полк - 23-й отдельный разведывательный батальон - 80-й мотоциклетный батальон - 4-я инженерно-минная бригада - 5-я инженерно-минная бригада - 42-я истребительная бригада стратегического назначения - 6-я понтонно-мостовая бригада - 13-й гвардейский батальон минёров - 6-й, 20-й понтонно-мостовые батальоны |

### Резервные войска
- 2-й танковый корпус (19 сентября 1943 года преобразован в 8-й гвардейский танковый корпус; командующий — генерал-майор Попов, Алексей Фёдорович)

- 26-я танковая бригада
- 99-я танковая бригада
- 169-я танковая бригада
- 58-я моторизованная стрелковая бригада
- 15-й гвардейский тяжёлый танковый полк
- 894-й отдельный батальон связи
- 12-й отдельный разведывательный батальон
- 269-й миномётный полк
- 83-й мотоциклетный батальон
- 307-й гвардейский миномётный дивизион
- 1698-й зенитный артиллерийский полк

- 10-й танковый корпус, бои проводил в составе Степного фронта (генерал-майор Бурков, Василий Герасимович)

- 178-я танковая бригада
- 183-я танковая бригада
- 186-я танковая бригада
- 11-я моторизованная стрелковая бригада
- 1450-й самоходный артиллерийский полк
- 727-й истребительно-противотанковый артиллерийский полк
- 30-й отдельный разведывательный батальон
- 77-й мотоциклетный батальон
- 287-й миномётный полк
- 1693-й зенитный артиллерийский полк

### Степной военный округ (Степной фронт)
Степной фронт был образован 9 июля 1943 года. Командующий фронтом Конев, Иван Степанович.
| Командующий — Кулик, Григорий Иванович - 20-й гвардейский стрелковый корпус (генерал-майор Бирюков, Николай Иванович) - 5-я гвардейская воздушно-десантная дивизия - 7-я гвардейская воздушно-десантная дивизия - 8-я гвардейская воздушно-десантная дивизия - 21-й гвардейский стрелковый корпус (генерал-майор Фоменко, Пётр Иванович) - 68-я гвардейская стрелковая дивизия - 69-я гвардейская стрелковая дивизия - 80-я гвардейская стрелковая дивизия - 452-й, 1317-й истребительно-противотанковые артиллерийские полки - 466-й миномётный полк - 96-й гвардейский миномётный полк реактивной артиллерии - 27-я зенитная артиллерийская дивизия - 1354-й зенитный артиллерийский полк - 1358-й зенитный артиллерийский полк - 1364-й зенитный артиллерийский полк - 1370-й зенитный артиллерийский полк - 3-й гвардейский танковый корпус (генерал-майор танковых войск Вовченко, Иван Антонович) - 3-я танковая бригада - 18-я танковая бригада - 19-я танковая бригада - 2-я гвардейская морская стрелковая бригада - 1436-й самоходный артиллерийский полк - 73-й мотоциклетный батальон - 1496-й истребительно-противотанковый артиллерийский полк - 266-й миномётный полк - 1701-й зенитный артиллерийский полк - 749-й отдельный истребительно-противотанковый дивизион - 324-й гвардейский миномётный дивизион реактивной артиллерии - 48-й отдельный инженерный батальон | Командующий генерал-лейтенант Жадов, Алексей Семёнович. - 32-й гвардейский стрелковый корпус (генерал-майор Родимцев, Александр Ильич) - 13-я гвардейская стрелковая дивизия (генерал-майор Бакланов, Глеб Владимирович) - 34-й гвардейский стрелковый полк - 39-й гвардейский стрелковый полк - 42-й гвардейский стрелковый полк - 32-й гвардейский артиллерийский полк - 66-я гвардейская стрелковая дивизия (генерал-майор Якшин, Аким Васильевич) - 145-й гвардейский стрелковый полк - 193-й гвардейский стрелковый полк - 195-й гвардейский стрелковый полк - 135-й гвардейский артиллерийский полк - 6-я гвардейская воздушно-десантная дивизия (полковник Смирнов, Михаил Николаевич) - 14-й гвардейский воздушно-десантный полк - 17-й гвардейский воздушно-десантный полк - 20-й гвардейский воздушно-десантный полк - 8 гв вап - 33-й гвардейский стрелковый корпус (генерал-майор Козлов, Михаил Иванович) - 42-я гвардейская стрелковая дивизия (генерал-майор Бобров, Фёдор Александрович) - 127-й гвардейский стрелковый полк - 132-й гвардейский стрелковый полк - 136-й гвардейский стрелковый полк - 75-й гвардейский артиллерийский полк - 95-я гвардейская стрелковая дивизия (полковник Ляхов, Андрей Никитович) - 284-й гвардейский стрелковый полк - 287-й гвардейский стрелковый полк - 290-й гвардейский стрелковый полк - 233-й гвардейский артиллерийский полк - 97-я гвардейская стрелковая дивизия (полковник Анциферов Иван Иванович) - 289-й гвардейский стрелковый полк - 292-й гвардейский стрелковый полк - 294-й гвардейский стрелковый полк - 232-й гвардейский артиллерийский полк - 9-я гвардейская воздушно-десантная дивизия (полковник Сазонов, Александр Михайлович) - 23-й гвардейский воздушно-десантный полк - 26-й гвардейский воздушно-десантный полк - 28-й гвардейский воздушно-десантный полк - 7 гв вап Армейские части - 43-я танковая бригада - 28-й и 57-й гвардейские танковые полки - 1440-й, 1547-й и 1549-й самоходные артиллерийские полки - 805-й гаубичный артиллерийский полк - 36-я пушечная артиллерийская бригада - 12-я миномётная бригада - 112-й пушечный артиллерийский полк - 301-й, 493-й, 694-й, 1076-й и 1322-й истребительно-противотанковые артиллерийские полки - 271-й, 285-й, 292-й и 469-й миномётные полки - 302-й и 308-й гвардейские миномётные полки - 29-я зенитная артиллерийская дивизия - 1360-й, 1366-й, 1372-й и 1374-й зенитные артиллерийские полки - 256-й, 431-й инженерные батальоны |

| - 71-я стрелковая дивизия - 147-я стрелковая дивизия - 155-я стрелковая дивизия - 163-я стрелковая дивизия - 166-я стрелковая дивизия - 241-я стрелковая дивизия - 680-й и 1070-й истребительно-противотанковые артиллерийские полки - 480-й миномётный полк - 47-й гвардейский миномётный полк реактивной артиллерии - 23-я зенитная артиллерийская дивизия - 1064-й зенитный артиллерийский полк - 1336-й зенитный артиллерийский полк - 1342-й зенитный артиллерийский полк - 1348-й зенитный артиллерийский полк - 93-я танковая бригада - 39-й отдельный танковый полк - 25-й и 38-й отдельные инженерные батальоны командующий — Козлов, Пётр Михайлович - 21-й стрелковый корпус (генерал-майор Абрамов, Василий Леонтьевич) - 23-я стрелковая дивизия - 218-я стрелковая дивизия - 337-я стрелковая дивизия - 23-й стрелковый корпус (генерал-майор Сергацков, Василий Фадеевич ) - 29-я стрелковая дивизия - 30-я стрелковая дивизия - 38-я стрелковая дивизия - 269-й и 1593-й истребительно-противотанковые артиллерийские полки - 460-й миномётный полк - 83 гв мп - 21-я зенитная артиллерийская дивизия - 1044-й зенитный артиллерийский полк - 1334-й зенитный артиллерийский полк - 1340-й зенитный артиллерийский полк - 1346-й зенитный артиллерийский полк - 91-й отдельный инженерный батальон - 28-я гвардейская стрелковая дивизия - 84-я стрелковая дивизия - 116-я стрелковая дивизия - 214-я стрелковая дивизия - 233-я стрелковая дивизия - 252-я стрелковая дивизия - 299-я стрелковая дивизия - 232-й и 1316-й истребительно-противотанковые артиллерийские полки - 461-й миномётный полк - 89 гв мп - 30-я зенитная артиллерийская дивизия - 1361-й зенитный артиллерийский полк - 1367-й зенитный артиллерийский полк - 1373-й зенитный артиллерийский полк - 1375-й зенитный артиллерийский полк - 34-й и 35-й отдельные танковые полки - 11-й и 17-й отдельные инженерные батальоны | До 9 августа в составе Воронежского фронта. Командующий — генерал-лейтенант Ротмистров, Павел Алексеевич - 18-й танковый корпус (генерал-майор Егоров, Александр Васильевич) - 110-я танковая бригада - 170-я танковая бригада - 181-я танковая бригада - 32-я мотострелковая бригада - 36-й гвардейский тяжёлый танковый полк - 419-й отдельный батальон связи - 1000-й истребительно-противотанковый артиллерийский полк - 292-й миномётный полк - 736-й истребительно-противотанковый артиллерийский дивизион - 106-й гвардейский миномётный дивизион - 1694-й зенитный артиллерийский полк - 414-й сапёрный батальон - 29-й отдельный разведывательный батальон - 115-й сапёрный батальон - 29-й танковый корпус (генерал-майор танковых войск Кириченко, Иван Фёдорович) - 25-я танковая бригада - 31-я танковая бригада - 32-я танковая бригада - 53-я мотострелковая бригада - 1446-й самоходный артиллерийский полк - 363-й отдельный батальон связи - 38-й отдельный разведывательный батальон - 75-й мотоциклетный батальон - 108-й истребительно-противотанковый артиллерийский полк - 271-й миномётный полк - 366-й зенитный артиллерийский полк - 5-й гвардейский механизированный корпус (генерал-майор танковых войск Скворцов, Борис Михайлович) - 10-я гвардейская механизированная бригада - 11-я гвардейская механизированная бригада - 12-я гвардейская механизированная бригада - 24-я гвардейская танковая бригада - 388-й отдельный батальон связи - 4-й гвардейский отдельный разведывательный батальон - 2-й гвардейский мотоциклетный батальон - 1447-й самоходный артиллерийский полк - 104-й гвардейский истребительно-противотанковый полк - 285-й миномётный полк - 737-й истребительно-противотанковый артиллерийский дивизион - 409-й гвардейский миномётный дивизион Армейские части - 53-й гвардейский отдельный танковый полк - 1-й гвардейский мотоциклетный полк - 678-й гаубичный артиллерийский полк - 689-й истребительно-противотанковый артиллерийский полк - 76-й гвардейский миномётный полк - 747-й истребительно-противотанковый артиллерийский дивизион - 6-я зенитная артиллерийская дивизия - 146-й, 366-й, 516-й, 1062-й зенитные артиллерийские полки |

#### 5-я воздушная армия
- 7-й смешанный авиационный корпус

- 202-я бомбардировочная авиационная дивизия
- 287-я истребительная авиационная дивизия

- 8-й смешанный авиационный корпус

- 4-я гвардейская штурмовая авиационная дивизия
- 264-я штурмовая авиационная дивизия
- 256-я истребительная авиационная дивизия

- 3-й истребительный авиационный корпус

- 265-я истребительная авиационная дивизия
- 278-я истребительная авиационная дивизия

- 7-й истребительный авиационный корпус

- 304-я истребительная авиационная дивизия
  - 21-й гвардейский истребительный авиационный полк
  - 69-й гвардейский истребительный авиационный полк
  - 9-й истребительный авиационный полк

- 511-й разведывательный авиационный полк

#### Соединения и части окружного подчинения
- 35-й стрелковый корпус (управление; командующий — генерал-майор Жолудев, Виктор Григорьевич)
- 3-й гвардейский кавалерийский корпус (генерал-майор Осликовский, Николай Сергеевич)

- 5-я гвардейская кавалерийская дивизия
- 6-я гвардейская кавалерийская дивизия
- 32-я кавалерийская дивизия
- 144-й гвардейский истребительно-противотанковый артиллерийский полк
- 3-й гвардейский отдельный истребительно-противотанковый дивизион
- 64-й гвардейский миномётный дивизион
- 1731-й зенитный артиллерийский полк

- 5-й гвардейский казачий кавалерийский корпус (генерал-майор Селиванов, Алексей Гордеевич)

- 11-я гвардейская кавалерийская дивизия
- 12-я гвардейская кавалерийская дивизия
- 63-я кавалерийская дивизия
- 150-й гвардейский истребительно-противотанковый артиллерийский полк
- 5-й гвардейский отдельный истребительно-противотанковый дивизион
- 72-й гвардейский миномётный дивизион
- 585-й зенитный артиллерийский полк

- 7-й гвардейский кавалерийский корпус (генерал-майор Малеев, Михаил Фёдорович)

- 14-я гвардейская кавалерийская дивизия
- 15-я гвардейская кавалерийская дивизия
- 16-я гвардейская кавалерийская дивизия
- 145-й гвардейский истребительно-противотанковый артиллерийский полк
- 7-й гвардейский отдельный истребительно-противотанковый дивизион
- 57-й гвардейский миномётный дивизион
- 1733-й зенитный артиллерийский полк

- 11-я зенитная артиллерийская дивизия

- 804-й зенитный артиллерийский полк
- 976-й зенитный артиллерийский полк
- 967-й зенитный артиллерийский полк
- 996-й зенитный артиллерийский полк

- 4-й гвардейский танковый корпус (генерал-лейтенант танковых войск Полубояров, Павел Павлович)

- 12-я гвардейская танковая бригада
- 13-я гвардейская танковая бригада
- 14-я гвардейская танковая бригада
- 3-я гвардейская морская стрелковая бригада
- 1451-й самоходный артиллерийский полк
- 76-й мотоциклетный батальон
- 756-й истребительно-противотанковый артиллерийский полк
- 264-й миномётный полк
- 752-й отдельный истребительно-противотанковый дивизион
- 120-й гвардейский зенитный артиллерийский полк

- 3-й гвардейский механизированный корпус (генерал-майор танковых войск Обухов, Виктор Тимофеевич)

- 7-я гвардейская механизированная бригада
- 8-я гвардейская механизированная бригада
- 9-я гвардейская механизированная бригада
- 35-я гвардейская танковая бригада
- 1-й гвардейский мотоциклетный батальон
- 1510-й истребительно-противотанковый артиллерийский полк
- 129-й миномётный полк
- 743-й отдельный истребительно-противотанковый дивизион
- 334-й гвардейский миномётный дивизион реактивной артиллерии
- 1705-й зенитный артиллерийский полк

- 1-й механизированный корпус (генерал-лейтенант танковых войск Соломатин, Михаил Дмитриевич)

- 19-я механизированная бригада
- 35-я механизированная бригада
- 37-я механизированная бригада
- 219-я танковая бригада
- 57-й мотоциклетный батальон
- 75-й истребительно-противотанковый артиллерийский полк
- 294-й миномётный полк

- 2-й механизированный корпус (генерал-лейтенант танковых войск Корчагин, Иван Петрович)

- 18-я механизированная бригада
- 34-я механизированная бригада
- 43-я механизированная бригада
- 33-я танковая бригада
- 68-й мотоциклетный батальон
- 79-й истребительно-противотанковый артиллерийский полк
- 468-й миномётный полк
- 734-й отдельный истребительно-противотанковый дивизион
- 410-й гвардейский миномётный дивизион реактивной артиллерии
- 1706-й зенитный артиллерийский полк
- 78-й отдельный мотоциклетный батальон

- 8-я инженерно-саперная бригада
- 27-я истребительная бригада стратегического назначения
- 7-й, 19-й, 40-й понтонно-мостовые батальоны
- 246-й, 247-й, 248-й, 250-й, 284-й отдельные инженерные батальоны

### Брянский фронт
Участвовал в операции «Кутузов»
Стрелковых дивизий — 21, танковых корпусов — 2, стрелковых бригад — 1, отдельных танковых бригад — 1

### Западный фронт
Участвовал в операции «Кутузов»
Стрелковых дивизий — 19, танковых корпусов — 2

### Введено управление в операциях «Кутузов» и «Румянцев»
| (Операция «Кутузов») - 53-й стрелковый корпус - 4-я стрелковая дивизия - 96-я стрелковая дивизия - 260-я стрелковая дивизия - 273-я стрелковая дивизия - 323-я стрелковая дивизия - 8-й гвардейский, 42-й, 225-й отдельные танковые полки | (Операция «Румянцев», в составе Степного фронта с 9 августа) Командующий генерал-лейтенант Гаген, Николай Александрович - 14-я гвардейская стрелковая дивизия - 58-я гвардейская стрелковая дивизия - 19-я стрелковая дивизия - 52-я стрелковая дивизия - 113-я стрелковая дивизия - 303-я стрелковая дивизия - 1-я истребительная бригада - 173-я танковая бригада - 179-я танковая бригада |

| (Операция «Кутузов») - 12-й танковый корпус - 15-й танковый корпус - 91-я танковая бригада - 2-й механизированный корпус | (Операция «Кутузов») - 11-й танковый корпус (генерал-майор танковых войск Радкевич, Николай Николаевич) - 30-й танковый корпус (генерал-лейтенант танковых войск Родин, Георгий Семенович) - 6-й гвардейский механизированный корпус (генерал-майор Акимов, Александр Иванович) |

#### Дополнительные части
(Операция «Кутузов»): пять танковых, один механизированный и один кавалерийский корпуса, одиннадцать дивизий (могут пересекаться с уже перечисленными).
(Операция «Румянцев»): танковый и механизированный корпуса, девятнадцать дивизий и две бригады (могут пересекаться с уже перечисленными).

### Войска ПВО ТС
- 36-я истребительная авиационная дивизия ПВО
  - 591-й истребительный авиационный полк ПВО
  - 383-й истребительный авиационный полк ПВО

## Вермахт

### Группа армий «Центр»
Командующий Ханс Гюнтер фон Клюге
| Командующий — генерал пехоты (затем генерал-полковник) Вальтер Вайс. VII армейский корпус (E.-E. Hell) 26-я пехотная дивизия 68-я пехотная дивизия 75-я пехотная дивизия 88-я пехотная дивизия XIII армейский корпус (E. Straube) 82-я пехотная дивизия 327-я пехотная дивизия 340-я пехотная дивизия Резерв группы армий «Центр» 8-я танковая дивизия 36-я моторизованная дивизия Командующий R. Schmidt XXXV армейский корпус (Lothar Rendulic) 34-я пехотная дивизия 56-я пехотная дивизия 262-я пехотная дивизия 299-я пехотная дивизия LIII армейский корпус (F. Gollwitzer) 208-я пехотная дивизия 211-я пехотная дивизия 293-я пехотная дивизия 25-я моторизованная дивизия LV армейский корпус (E. Jaschke) 110-я пехотная дивизия 134-я пехотная дивизия 296-я пехотная дивизия 339-я пехотная дивизия Армейский резерв 112-я пехотная дивизия 5-я танковая дивизия | Командующий Вальтер Модель XX армейский корпус (R. von Roman) 45-я пехотная дивизия 72-я пехотная дивизия 137-я пехотная дивизия 251-я пехотная дивизия XLVI танковый корпус (H. Zorn) 7-я пехотная дивизия 31-я пехотная дивизия 102-я пехотная дивизия 258-я пехотная дивизия XLI танковый корпус (J. Harpe) 18-я танковая дивизия 86-я пехотная дивизия 292-я пехотная дивизия XLVII танковый корпус (J. Lemelsen) 2-я танковая дивизия 9-я танковая дивизия 20-я танковая дивизия 6-я пехотная дивизия XXIII армейский корпус (J. Freissner) 216-я пехотная дивизия 383-я пехотная дивизия 78-я пехотная дивизия Армейский резерв 4-я танковая дивизия 12-я танковая дивизия 10-я моторизованная дивизия |

### Группа армий «Юг»
Командующий Эрих фон Манштейн

#### 4-я танковая армия
Командующий генерал-полковник Г. Гот
Главное артиллерийское командование (Höh. Arko) 312
Строительное управление (Oberbaustab) 14
Штаб командира строительных войск (Kdr. d. Bautruppen) 34
Строительный батальон (Baubtl. (K)) 155, 305
Мостостроительный штаб (Brükostaffelstab) 922
Мостостроительные колонны, тип «В» (Brüko B.) 671, 2./413

| Командующий Eugen Ott 57-я пехотная дивизия — генерал-майор Maxmillian Fretter-Pico в составе: 179, 199, 217 пехотных полков (Inf.Rgt. 179, 199, 217); 157 артиллерийского полка (Art.Rgt 157); 57 разведывательного батальона (Aufkl.Abt. 57); 57 противотанкового артиллерийского дивизиона (Pz.Jg.Abt. 57); и соответствующих подразделений — сапёрных, связи, медицинских, обеспечения и снабжения. 255-я пехотная дивизия — генерал-лейтенант Poppe в составе: 455, 465, 475 пехотных полков (Inf.Rgt. 455, 465, 475); 255 артиллерийского полка (Art.Rgt 255); 255 разведывательного батальона (Aufkl.Abt. 255); 255 противотанкового артиллерийского дивизиона (Pz.Jg.Abt. 57); и соответствующих подразделений — сапёрных, связи, медицинских, обеспечения и снабжения. 332-я пехотная дивизия — генерал-лейтенант Schäfer в составе: 676, 677, 678 пехотных полков (Inf.Rgt. 676, 677, 678); 332 артиллерийского полка (Art.Rgt 332); 332 разведывательного батальона (Aufkl.Abt. 332); 332 противотанкового артиллерийского дивизиона (Pz.Jg.Abt. 332); и соответствующих подразделений — сапёрных, связи, медицинских, обеспечения и снабжения. 137-е артиллерийское командование (Arko 137) в составе: 1-го дивизиона 108-го лёгкого артиллерийского полка (I./le.Art.Rgt. 108) вооружённого 10,5 см легкими полевыми гаубицами leFH18 на моторизованной тяге (тягачи RSO) — (10.5 cm leFH mot. RSO); 3-й батареи 731 артиллерийского батальона (3./731 Art. Btl.) вооружённой 15 см пушками (15 cm Kan.18); 1-го реактивного артиллерийского полка (s. Werfer Rgt. 1) в составе I-го дивизиона, вооружённого 15 см реактивными шестиствольными миномётами Nebelwerfer 41 (15 cm Nb.W. 41) и III-го дивизиона, вооружённого 28/32 см тяжелыми реактивными системами залпового огня 28/32 cm schwere Nebelwerfer 41 (28/32 s.W.G. 41). Штаб 677 сапёрного полка особого назначения (Pi.Rgt. Stab z.b.V. 677) 74-й сапёрный батальон (Pi.Btl 74.); Мостостроительные колонны, тип «В» (Brüko B) 23, 80; 217-й строительный батальон (Baubtl. 217). 226-й велосипедный охранный батальон без 1-й роты (Radf.Sich.Btl. 226 (ohne 1 Kp.). | Командующий: генерал танковых войск Отто фон Кнобельсдорф (статья про корпус говорит: генерал пехоты Дитрих фон Хольтиц (6 мая 1943 — 30 августа 1943)) моторизованная дивизия «Великая Германия» (Division Großdeutschland) (командир — генерал-лейтенант Walter Hörnlein) в следующем составе: танковый полк «Великая Германия» (GD Pz.Rgt.); моторизованный полк «Великая Германия» (GD Pz.Gr.Rgt.); стрелковый полк «Великая Германия» (GD Füs.Rgt.); артиллерийский полк «Великая Германия» (GD Pz.Art.Rgt.); разведывательный батальон «Великая Германия» (GD Pz.Aufkl.Abt.); противотанковый артиллерийский дивизион «Великая Германия» (GD Pz.Jg.Abt.); сапёрный батальон «Великая Германия» (GD Pz.Pi.Btl.); зенитный артиллерийский дивизион «Великая Германия» (GD Pz.Flak.Abt.); штурмовой артиллерийский дивизион «Великая Германия» (GD Stug.Abt.); батальон связи «Великая Германия» (GD Pz.Nachr.Abt.); соответствующие части снабжения, медицинские и обеспечения, а также запасные подразделения. 3-я танковая дивизия (командир — генерал-лейтенант Franz Westhoven) в следующем составе: 6-й танковый полк (Pz.Rgt. 6); 3-й моторизованный полк (Pz.Gr.Rgt. 3); 394-й моторизованный полк (Pz.Gr.Rgt. 349); 75-й артиллерийский полк (Pz.Art.Rgt. 75); 3-й разведывательный батальон (Pz.Aufkl.Abt. 3); 543-й противотанковый артиллерийский дивизион (Pz.Jg.Abt. 543); 39-й сапёрный батальон (Pz.Pi.Btl. 39); 314-й зенитный артиллерийский дивизион (Flak.Abt. 314); соответствующие подразделения связи, медицинские, снабжения и обеспечения. 11-я танковая дивизия (командир — генерал-майор Mickl) в следующем составе: 15-й танковый полк (Pz.Rgt. 15); 110-й моторизованный полк (Pz.Gr.Rgt. 110); 111-й моторизованный полк (Pz.Gr.Rgt. 111); 119-й артиллерийский полк (Pz.Art.Rgt. 119); 61-й разведывательный батальон (Pz.Aufkl.Abt. 61); 61-й противотанковый артиллерийский дивизион (Pz.Jg.Abt. 61); 231-й сапёрный батальон (Pz.Pi.Btl. 231); 277-й зенитный артиллерийский дивизион (Flak.Abt. 277); соответствующие подразделения связи, медицинские, снабжения и обеспечения. 167-я пехотная дивизия (командир — генерал-лейтенант Wolf Trierenberg) в составе: 315, 331, 339 пехотных полков (Inf.Rgt. 315, 331, 339); 167 артиллерийского полка (Art.Rgt 167); 167 разведывательного батальона (Aufkl.Abt. 167); 167 противотанкового артиллерийского дивизиона (Pz.Jg.Abt. 57); и соответствующих подразделений — сапёрных, связи, медицинских, обеспечения и снабжения. 10-я танковая бригада (Pz.Brig.10) под командованием полковника Деккера в составе: штаб бригады (Pz.Brig.Stab. 10), штаб 39-го танкового полка (Pz.Rgt.Stab.39) под командованием майора Лаукерта, включавший в себя: 51-й и 52-й танковые батальоны (Pz.Abt. 51, 52) каждый из которых имел по 96 танков PzKpfw V Ausf. D «Panther» (еще 8 таких танков имел штаб 39-го танкового полка (Pz.Rgt.Stab 39). Примечание: таким образом, штабу 39-й танкового полка были подчинены все танки «Panther», принимавшие участие в операции Цитадель — 200 единиц. Также перед началом операции «Цитадель» в состав 10-й танковой бригады был включен танковый полк «Великая Германия» (GD Pz.Rgt.). 10-я танковая бригада была оперативно подчинена дивизии «Великая Германия». Артиллерийские командования (Arko) 132, 144 в составе: Штаб 70-го артиллерийского полка (Art.Rgt.Stab. 70). 3-й дивизион 109-го артиллерийского полка (III./Art.Rgt. 109), вооружённый 21 см мортирами (21 cm Mörser 18); 101-й артиллерийский дивизион (Art.Abt. 101), вооружённый 15 см тяжелыми полевыми гаубицами (15 cm sFH 18); 842-й артиллерийский дивизион (Art.Abt. 842), вооружённый 10,5 см тяжелыми орудиями s.K.18 (10.5 cm s.Kan. 18); 911-й штурмовой артиллерийский дивизион (StuG.Abt. 911) вооружённый 22 шт. StuG 40 с 7.5 см пушкой и 9 шт. StuH 42 с 10.5 см гаубицей; 616-й армейский зенитный артиллерийский дивизион (Heers-Flak-Btl. 616) вооружённый 8.8 см зенитными орудиями Flak.36; 19-й легкий дивизион артиллерийских наблюдателей (le. Beobachter-Abt. 19). Штаб 515 сапёрного полка (Pi.Rgt.Stab. z.b.V. 515) 48-й моторизованный сапёрный батальон (Pi.Btl. (mot.) 48); 1-й моторизованный учебный сапёрный батальон (Pi.Lehr-Btl. 1 (mot.). 938-й мостостроительный штаб (Brüko-Staffelstab 938) Мостостроительные колонны, тип «В» (Brüko B) 22, 609, 639—649, 676, J 841; 37-й мостостроительный батальон (Brü.Btl.37). 507-й легкий велосипедный дорожно-строительный батальон (le.Radf.Str.Baubtl. 507). 81-й строительный батальон (Baubtl. 81), без 4-й «восточной» (грузинской) роты (4. (georg). Kp.). |

##### 2-й танковый корпус СС
Командующий СС-группенфюрер Пауль Хауссер
1-я моторизованная дивизия СС «Лейбштандарт СС Адольф Гитлер» — (командир СС-бригадефюрер Теодор «Тедди» Виш — T.Wisch) в следующем составе:
1-й танковый полк СС (SS Pz.Rgt.1) под командованием СС-оберштурмбаннфюрера Шёнбергера;
Примечание: 1-й танковый батальон 1-го танкового полка СС на момент начала операции «Цитадель» находился в Германии на перевооруженнии новыми танками «Panther» и вернулся на фронт только к ноябрю 1943 года. Таким образом, в составе 1-го танкового полка СС в ходе операции Цитадель были только:
● 2-й танковый батальон СС (командир — СС-штурмбаннфюрер Мартин Гросс);
● и 13-я (тяжелая) рота (командир — СС-гауптштурмфюрер Хайнц Клинг) 1-го танкового полка СС (была отдельной, то есть не входила в состав 2-го танкового батальона СС), которая располагала 13 единицами тяжелых танков PzKpfw VI Н «Tiger».
1-й моторизованный полк СС (SS Pz.Gr.Rgt.1) под командованием СС-оберштурмбаннфюрера Фрица де Витта;
2-й моторизованный полк СС (SS Pz.Gr.Rgt. 2) под командованием СС-оберштурмбаннфюрера Хуго Крааса;
1-й артиллерийский полк СС (SS Pz.Art.Rgt. 1);
1-й разведывательный батальон СС (SS Pz.Aufkl.Abt. 1);
1-й противотанковый артиллерийский дивизион СС (SS Pz.Jg.Abt.1);
1-й штурмовой артиллерийский дивизион (SS Stug.Abt. 1);
1-й сапёрный батальон СС (SS Pz.Pi.Abt. 1);
1-й зенитный артиллерийский дивизион СС (SS Pz.Flak. Abt. 1);
1-й батальон связи СС (Pz.Nachr.Abt.1), а также части обеспечения и снабжения.
Таким образом, 1-я моторизованная дивизия СС «Лейбштандарт СС Адольф Гитлер» была фактически укомплектована по штатам танковой дивизии.
2-я моторизованная дивизия СС «Рейх» — (командир СС-группенфюрер Вальтер Крюгер — W. Kruger) в следующем составе:
2-й танковый полк СС (SS Pz.Rgt.2) под командованием СС-оберштурмбаннфюрера Ханса-Альбина фон Райтценштайна;
Примечание: 1-й танковый батальон (командир — СС-гауптштурмфюрер Герберт Кюльманн) 2-го танкового полка СС на момент начала операции «Цитадель» находился в Германии на перевооруженнии новыми танками «Panther» и вернулся на фронт в район Харькова 22 августа 1943 г. Таким образом в составе полка на начало операции «Цитадель» оставались только:
2-й танковый батальон (командир — СС-штурмбаннфюрер Кристиан Тисхен).
Чтобы повысить боеспособность танкового полка дивизии, роты 2-го противотанкового артиллерийского дивизиона СС (SS Pz.Jg.Abt. 2), имевшие на вооружении 25 трофейных советских танков Т-34 были доукомплектованы несколькими командирскими танками PzKpfw IV и преобразованы в 3-й батальон танкового полка. Командиром нового, 3-го танкового батальона был назначен командир 2-го противотанкового артиллерийского дивизиона СС СС-штурмбаннфюрер Эрхард Асбахр. Буксируемые противотанковые орудия PAK-40 2-го противотанкового артиллерийского дивизиона СС были переданы в полки «Дойчланд» и «Дер Фюрер», а самоходные орудия «Мардер» — предположительно во 2-й штурмовой артиллерийский дивизион СС.
«Тяжелая» (бывшая 8-я) рота 2-го танкового полка СС (была отдельной, то есть не входила в состав 2-го или 3-го танковых батальонов СС) которая имела к началу операции Цитадель 14 боеспособных тяжелых танков PzKpfw VI Н «Tiger». На момент начала операции «Цитадель» командиром «тяжелой» роты был СС-гауптштурмфюрер Герберт Циммерманн. 7 июля 1943 г. Циммерманн был тяжело ранен в бою с советскими бронепоездами. Прямо на поле боя роту возглавил адъютант 2-го танкового полка СС СС-гауптштурмфюрер Карл-Хайнц Лоренц, но через два часа он был убит. Следующим командиром роты стал СС-оберштурмфюрер Филипп Тайсс.
3-й моторизованный полк СС «Дойчланд» (SS Pz.Gr.Rgt.3 Deutschland) под командованием СС-штандартенфюрера Хайнца Хармеля;
4-й моторизованный полк СС «Фюрер» (SS Pz.Gr.Rgt.4 Der Fuhrer) под командованием СС-оберштурмбаннфюрера Сильвестра Штадлера;
2-й артиллерийский полк СС (SS Pz.Art.Rgt.2) под командованием СС-штурмбаннфюрера Карла Кройца;
2-й разведывательный батальон СС (SS Pz.Aufkl.Abt.2) под командованием СС-штурмбаннфюрера Якоба Фика;
2-й штурмовой артиллерийский дивизион (SS Stug.Abt.2) под командованием СС-штурмбаннфюрера Вальтера Книпа;
2-й сапёрный батальон СС (SS Pz.Pi.Abt.2) под командованием СС-штурмбаннфюрера Рудольфа Энселинга;
2-й зенитный артиллерийский дивизион СС (SS Pz.Flak. Abt.2) под командованием СС-оберштурмбаннфюрера Вальтера Блуме;
2-й батальон связи СС (Pz.Nachr.Abt.2) под командованием СС-штурмбаннфюрера Гюнтера Фарохса, а также части обеспечения и снабжения.
Таким образом, 2-я моторизованная дивизия СС «Рейх» была фактически укомплектована по штатам танковой дивизии.
3-я моторизованная дивизия СС «Мёртвая голова» — (командир СС-бригадефюрер Макс Симон) в следующем составе:
3-й танковый полк СС (SS Pz.Rgt. 3) (командир 1-го батальона — СС-штурмбаннфюрер Эрвин Мейердресс, командир 2-го батальона (предположительно) СС-гауптштурмфюрер Фриц Бирмейер);
Примечание: 3-й танковый полк СС (SS Pz.Rgt. 3) в отличие от танковых полков двух других дивизий СС в составе 2-го танкового корпуса СС к началу операции Цитадель сохранил двухбатальонную структуру.
9-я (бывшая 1-я) «тяжелая» рота 3-го танкового полка СС имела к началу операции Цитадель 15 боеспособных тяжелых танков PzKpfw VI Н «Tiger».
5-й моторизованный полк СС (SS Pz.Gr.Rgt.5) под командованием СС-оберштурмбаннфюрера Отто Баума (командир 1-го батальона — СС-гауптштурмфюрер Вальтер Редер, командир 2-го батальона — штурмбаннфюрер Георг Бохман, третьим батальоном этого полка командовал СС-штурмбаннфюрер Карл Уллрих, будйщий командир 5-й танковой дивизии СС «Викинг»);
6-й моторизованный полк СС «Теодор Айке» (SS Pz.Gr.Rgt. 6 Theodor Eicke) под командованием СС-оберфюрера Гельмута Беккера (командир 2-го батальона — СС-штурмбаннфюрер Курт Лаунер);
3-й артиллерийский полк СС (SS Pz.Art.Rgt.3) под командованием СС-оберфюрера Германа Присса;
3-й разведывательный батальон СС (SS Pz.Aufkl.Abt.3) под командованием СС-гауптштурмфюрера Арцелино Масари;
3-й противотанковый артиллерийский дивизион СС (SS Pz.Jg.Abt.3);
3-й штурмовой артиллерийский дивизион (SS Stug.Abt. 3) (заместитель командира дивизиона — СС-гауптштурмфюрер Эрнст Демель);
3-й сапёрный батальон СС (SS Pz.Pi.Abt. 3);
3-й зенитный артиллерийский дивизион СС (SS Pz.Flak. Abt. 3) (командир (предположительно) Отто Крон);
3-й батальон связи СС (Pz.Nachr.Abt.3), а также части обеспечения и снабжения.
Таким образом, 3-я моторизованная дивизия СС «Мёртвая голова» была фактически укомплектована по штатам танковой дивизии.
Примечание: все артиллерийские полки моторизованных дивизий СС, входивших в состав 2-го танкового корпуса СС имели изменённую (по сравнению с артиллерийскими полками большинства танковых и моторизованных дивизий Сухопутных войск) структуру, что в первую очередь было связно с введением в их состав новых самоходных гаубиц:
1-й дивизион полка имел в своем составе 3 батареи (номера батарей с 1-й по 3-ю). В батарее было 4 лёгких полевых 10.5 см гаубицы le.FH18 — всего 12 гаубиц.
2-й дивизион полка имел в своем составе 3 батареи (номера батарей с 4-й по 6-ю). По вооружению аналогичен 1-му дивизиону.
3-й дивизион полка имел на вооружении две батареи (7-я и 8-я) 10.5 см самоходных гаубиц «Wespe» (по 6 орудий в каждой батарее), и одну (9-ю) батарею 15 см самоходных гаубиц «Hummel» (4 орудия).
4-й дивизион полка включал две батареи (10-я и 11-я) 15 см тяжелых полевых гаубиц s.FH18 (по 4 в каждой батарее) и одну батарею (12-ю) 10.5 см тяжелых полевых орудий s.K.18 (4 единицы).
Такую же структуру имел артиллерийский полк моторизованной дивизии «Великая Германия», и некоторых танковых дивизий.
Артиллерийское командование (Arko) 122 в составе:
3-й дивизион 818-го артиллерийского полка (III./Art.Rgt. 818) вооружённый 10,5 см легкими полевыми гаубицами leFH18 на моторизованной тяге (тягачи RSO) — (10.5 cm leFH mot. RSO);
861-й артиллерийский дивизион (Art.Abt. 861) вооружённый 10,5 см легкими полевыми гаубицами leFH18 на моторизованной тяге (тягачи RSO) — (10.5 cm leFH mot. RSO);
3-й штаб командования частей дымовых (реактивных) миномётов (Kdr.d. Nebeltruppen 3)
55-й реактивный артиллерийский полк (Werf.Rgt. 55)
I и III дивизионы полка вооружены 15 см реактивными шестиствольными миномётами Nebelwerfer 41 (15 cm Nb.W 41);
II дивизион вооружен 28/32 см тяжелыми реактивными системами залпового огня 28/32 cm schwere Nebelwerfer 41 (28/32 cm s.W.G 41).
1-й учебный реактивный артиллерийский полк (Werf.Lehr.Rgt. 1)
I и III дивизионы полка вооружены 15 см реактивными шестиствольными миномётами Nebelwerfer 41 (15 cm Nb.W 41);
II дивизион вооружен 21 см реактивными шестиствольными миномётами Nebelwerfer 42 (21 cm Nb.W. 42).
Отдельный корпусной дивизион реактивных миномётов СС (SS-Korpswerfer-Abt.)
Штаб 680-го сапёрного полка (Pi.Rgt.Stab z.b.V. 680)
627 и 666 моторизованные сапёрные батальоны (Pi.Btl. (mot) 627 und 666);
Мостостроительный штаб (Brüko-Staffelstab) 929;
Мостостроительные колонны, тип «В» (Brüko B) 2./41, 11, 21, 31, 573, J 840.
Штаб командира строительных войск (Kdr.d.Bautr.) 8
26-й Мостостроительный батальон (Brü.Baubtl. 26);
508-й легкий велосипедный дорожно-строительный батальон (le.Radf.Str.Baubtl. 508);
410-й строительный батальон (Baubtl. 410);
812-е мостостроительное подразделение (Ger. Einheit B 812).

#### Армейская группировка Кемпфа
Командующий генерал танковых войск Вернер Кемпф
310-й полк дальнобойной артиллерии (Höh.Arko 310)
781-й артиллерийский полк особого назначения (Art.Rgt. z.b.V. 781)

| Командующий генерал Герман Брайт 6-я танковая дивизия (командир — генерал-майор Walther von Hünersdorff) в следующем составе: 11-й танковый полк (Pz.Rgt. 11); 4-й моторизованный полк (Pz.Gr.Rgt. 4); 114-й моторизованный полк (Pz.Gr.Rgt. 114); 76-й артиллерийский полк (Pz.Art.Rgt. 76); 6-й разведывательный батальон (Pz.Aufkl.Abt. 6); 41-й противотанковый артиллерийский дивизион (Pz.Jg.Abt. 41); 57-й сапёрный батальон (Pz.Pi.Btl. 57); 298-й зенитный артиллерийский дивизион (Flak.Abt. 298); соответствующие подразделения связи, медицинские, снабжения и обеспечения. 7-я танковая дивизия (командир — генерал-майор Hans Freiherr von Funck) в следующем составе: 25-й танковый полк (Pz.Rgt. 25); 6-й моторизованный полк (Pz.Gr.Rgt. 6); 7-й моторизованный полк (Pz.Gr.Rgt. 7); 78-й артиллерийский полк (Pz.Art.Rgt. 78); 7-й разведывательный батальон (Pz.Aufkl.Abt. 7); 42-й противотанковый артиллерийский дивизион (Pz.Jg.Abt. 42); 58-й сапёрный батальон (Pz.Pi.Btl. 58); 296-й зенитный артиллерийский дивизион (Flak.Abt. 296); соответствующие подразделения связи, медицинские, снабжения и обеспечения. 19-я танковая дивизия (командир — генерал-лейтенант Gustav Schmidt) в следующем составе: 27-й танковый полк (Pz.Rgt. 27); 73-й моторизованный полк (Pz.Gr.Rgt. 73); 74-й моторизованный полк (Pz.Gr.Rgt. 74); 19-й артиллерийский полк (Pz.Art.Rgt. 19); 19-й разведывательный батальон (Pz.Aufkl.Abt. 19); 19-й противотанковый артиллерийский дивизион (Pz.Jg.Abt. 19); 19-й сапёрный батальон (Pz.Pi.Btl. 19); 272-й зенитный артиллерийский дивизион (Flak.Abt. 272); соответствующие подразделения связи, медицинские, снабжения и обеспечения. 168-я пехотная дивизия (командир — генерал-майор Walter Chales de Beaulieu) в составе: 417, 429, 442 пехотных полков (Inf.Rgt. 417, 429, 442); 248-го артиллерийского полка (Art.Rgt 248); 168-го разведывательного батальона (Aufkl.Abt. 168); 248-го противотанкового артиллерийского дивизиона (Pz.Jg.Abt. 248); и соответствующих подразделений — сапёрных, связи, медицинских, обеспечения и снабжения. 3-е артиллерийское командование (Arko 3) в составе: 612-й артиллерийский полк особого назначения (Art.Rgt. z.b.V. 612); 2-й дивизион 62-го артиллерийского полка (II./Art.Rgt. 62), вооружённый 10,5 см тяжёлыми орудиями s.K.18 (10.5 cm s.Kan. 18); 2-й дивизион 71-го артиллерийского полка (II./Art.Rgt. 71), вооружённый 15 см тяжёлыми полевыми гаубицами (15 cm sFH); 857-й тяжёлый артиллерийский дивизион (s.Art.Abt 857), вооружённый 21 см мортирами (21 cm Mörser 18); 54-й реактивный артиллерийский полк (Werf.Rgt. 54), состоявшего из трёх дивизионов, вооружённых 15 см реактивными шестиствольными миномётами Nebelwerfer 41 (15 cm Nb.W. 41). 503-й тяжёлый танковый батальон (s.Pz.Abt. 503), имевший в своем составе 45 тяжелых танков PzKpfw VI Н «Tiger». 228-й штурмовой артиллерийский дивизион (StuG.Abt. 228), имевший в своем составе 31 единицу самоходных штурмовых орудий StuG 40, вооружённых 7.5 см пушкой. 99, 153-й полки зенитной артиллерии (Flak.Rgt. 99, 153). 601, 674-й сапёрные полки(Pi.Rgt. 601, 674). 70-й сапёрный батальон (Pi.Btl. 70). 127-й сапёрный батальон (без 1-й роты) (Pi.Btl. 127 (ohne 1.Kp.). 651-й сапёрный батальон (Pi.Btl. 651). 531, 925-й сапёрные мостостроительные батальоны (Pi.Brück.Bau-Btl. 531, 925). Мостостроительные колонны с мостовым оборудованием типа «В» (Brüko (B-Gerät)) № 9, 110, 2./411, 1./505, 602 und 2 Zusatzgerät B. Мостостроительные колонны с мостовым оборудованием типа «J» (Brüko (J-Gerät)) № 842, 843. | General Franz Mattenklott 39-я пехотная дивизия (командир — генерал-лейтенант Lönweneck) в составе: 113, 114 пехотных полков (Inf.Rgt. 113, 114); 139-го артиллерийского полка (Art.Rgt 139); 39-го разведывательного батальона (Aufkl.Abt. 39); 139-го противотанкового артиллерийского дивизиона (Pz.Jg.Abt. 139); и соответствующих подразделений — сапёрных, связи, медицинских, обеспечения и снабжения. 161-я пехотная дивизия (командир — генерал-лейтенант Recke) в составе: 336, 364, 371 пехотных полков (Inf.Rgt. 336, 364, 371); 241-го артиллерийского полка (Art.Rgt 241); 161-го разведывательного батальона (Aufkl.Abt. 161); 241-го противотанкового артиллерийского дивизиона (Pz.Jg.Abt. 241); и соответствующих подразделений — сапёрных, связи, медицинских, обеспечения и снабжения. 282-я пехотная дивизия (командир — генерал-майор Kohler) в составе: 848, 849, 850 пехотных полков (Inf.Rgt. 848, 849, 850); 282-го артиллерийского полка (Art.Rgt 282); 282-го стрелкового батальона (Füs.Abt. 282); 282-го противотанкового артиллерийского дивизиона (Pz.Jg.Abt. 282); и соответствующих подразделений — сапёрных, связи, медицинских, обеспечения и снабжения. 107-е артиллерийское командование (Art.Kdr. 107) в составе: 2-я батарея 800-го тяжелого артиллерийского дивизиона (2./s.Art.Abt. 800) вооружённая 15 см пушками 15 cm Kanone 18; 13-й легкий дивизион артиллерийских наблюдателей (le.Beobachter-Abt. 13) 663-й противотанковый артиллерийский дивизион (s.Pz.Jg.Abt.663) вооружённый 8.8 см буксируемыми противотанковыми пушками Pak 43; 560-й тяжёлый противотанковый артиллерийский дивизион (s.Pz.Jg.Abt.560) вооружённый 45 единицами самоходных артиллерийских противотанковых установок 8.8 cm PaK 43/1 ausf. PzKpfw IV «Hornisse» (более известна под названием «Nashorn», которое было ей присвоено в 1944 г.); 77-й зенитный артиллерийский полк (Flak.Rgt. 77). 620-й горный сапёрный полк (Geb.Pi.Rgt. 620) Особый штаб «Даубер» (Sonderstab «Dauber») 26-й строительный полк (Bau.Rgt. 26) 219-й строительный батальон (Bau-Btl. 219) 112 и 153-й строительные батальоны (Bau-Btl. (K) 112, 153) 18-й полевой штрафной батальон (Feld-Strafgef.Abt. 18) |

##### 11-й армейский корпус
z.b.V. (XI)
- 106-я пехотная дивизия (командир — генерал-лейтенант Werner Forst) в составе:

- 239, 240, 241 пехотных полков (Inf.Rgt. 239, 240, 241);
- 106-го артиллерийского полка (Art.Rgt 106);
- 106-го разведывательного батальона (Aufkl.Abt. 106);
- 106-го противотанкового артиллерийского дивизиона (Pz.Jg.Abt. 106);

- и соответствующих подразделений — сапёрных, связи, медицинских, обеспечения и снабжения.

- 320-я пехотная дивизия (командир — генерал-майор Georg Postel) в составе:

- 585, 586, 587 пехотных полков (Inf.Rgt. 585, 586, 587);
- 320-го артиллерийского полка (Art.Rgt 320);
- 320-го разведывательного батальона (Aufkl.Abt. 320);
- 320-го противотанкового артиллерийского дивизиона (Pz.Jg.Abt. 320);

- и соответствующих подразделений — сапёрных, связи, медицинских, обеспечения и снабжения.

- 52-й реактивный артиллерийский полк (Werf.Rgt. 52):

- I дивизион полка вооружен 28/32 см тяжелыми реактивными системами залпового огня 28/32 cm schwere Nebelwerfer 41 (28/32 cm s.W.G 41).
- II и III дивизионы полка вооружены 15 см реактивными шестиствольными миномётами Nebelwerfer 41 (15 cm Nb.W 41).

- II-й дивизион 1-го реактивного артиллерийского полка (II./s.Werf.Rgt. 1), вооруженый 28/32 см тяжелыми реактивными системами залпового огня 28/32 cm schwere Nebelwerfer 41 (28/32 cm s.W.G 41).
- I-й дивизион 77-го артиллерийского полка (I./Art.Rgt. 77), вооружённый 10,5 см легкими полевыми гаубицами leFH18 на моторизованной тяге (тягачи RSO) — (10.5 cm leFH mot. RSO).
- II-й дивизион 54-го артиллерийского полка (II./Art.Rgt. 54), вооружённый 10,5 см легкими полевыми гаубицами leFH18 на моторизованной тяге (тягачи RSO) — (10.5 cm leFH mot. RSO).
- I-й дивизион 213-го артиллерийского полка (I./Art.Rgt. 213), вооружённый 10,5 см пушками на моторизованной тяге (тягачи RSO) — (10.5 cm Kan mot. RSO).
- 31-й легкий дивизион артиллерийских наблюдателей (le.Beobachter-Abt. 31).
- 905-й штурмовой артиллерийский дивизион (StuG.Abt. 905), имевший в своем составе 23 самоходных штурмовых орудия StuG 40, вооружённых 7.5 см пушкой и 9 самоходных штурмовых гаубиц StuH 42 (вооружены 10,5 см гаубицей).
- 393-я рота штурмовых орудий (StuG.Kp. 393), имевшая в своем составе 12 самоходных штурмовых орудий StuG 40, вооружённых 7.5 см пушкой.
- 18-й сапёрный полк особого назначения (Pi.Rgt. z.b.V. 18).
- 52-й сапёрный батальон (Pi.Btl. 52).
- 923-й сапёрный мостостроительный батальон (Pi.Brück.Bau-Btl. 923).
- Мостостроительные колонны с мостовым оборудованием типа «В» (Brüko mit (B-Gerät)) № 7, 8, 20, 2./60, 102, 297, 2./407, 2./410, 610, 666.
- 151-я мостостроительная колонна с мостовым оборудованием типа «К» (Brüko mit (K. Gerät) 151).
- 41-й мостостроительный батальон (Brück.Bau-Btl. 41).
- 246-й шоссейно-строительный сапёрный батальон (Straßenbau Pi.Btl. 246).
- 4, 7, 48-й зенитные полки (Flak Rgt. 4, 7, 48).

#### Загадки
Некоторые немецкие подразделения по каким-то причинам традиционно не входят в подсчёт. 24-й танковый корпус иногда указывается в резерве, хотя дивизия «Викинг» сражалась в Курской битве (в советском понимании). Согласно Гланцу, 24-й танковый корпус атаковал 27-ю армию уже 18 августа. В группу армий «Юг» в это время входили:
| Была частью Миус-фронта, противостояла 5-й ударной и 2-й гвардейской армиям в Донбасской стратегической наступательной операции, вроде бы к Курску отношения, тем самым, не имела. 16-я моторизованная дивизия 243-й батальон штурмовых орудий 277-й батальон штурмовых орудий 17-й армейский корпус 294-я пехотная дивизия 302-я пехотная дивизия 306-я пехотная дивизия 29-й армейский корпус 15-я пехотная дивизия ВВС 17-я пехотная дивизия 111-я пехотная дивизия 336-я пехотная дивизия 53-й легкий гаубичный дивизион 4-й армейский корпус 3-я горнопехотная дивизия 304-я пехотная дивизия 335-я пехотная дивизия | 209-й батальон штурмовых орудий 24-й танковый корпус 17-я танковая дивизия 23-я танковая дивизия 5-я моторизованная дивизия СС «Викинг» 30-й армейский корпус (судя по журналам, сражался на (Северном) Донце) 38-я пехотная дивизия 62-я пехотная дивизия 387-я пехотная дивизия 40-й танковый корпус 46-я пехотная дивизия 257-я пехотная дивизия 333-я пехотная дивизия 115-й легкий гаубичный дивизион 57-й танковый корпус 15-я пехотная дивизия 198-я пехотная дивизия 328-я пехотная дивизия 51-й легкий гаубичный дивизион |

### Люфтваффе
4-й воздушный флот
VIII воздушный корпус
6-й воздушный флот
1-я воздушная дивизия